# Фонтне (Саона и Лоара)
Фонтне (фр. Fontenay) насеље је и општина у источном делу централне Француске у региону Бургоња, у департману Саона и Лоара која припада префектури Шарол.
По подацима из 2011. године у општини је живело 45 становника, а густина насељености је износила 18,29 становника/km². Општина се простире на површини од 2,46 km². Налази се на средњој надморској висини од 350 метара (максималној 361 m, а минималној 289 m).

## Демографија
| 1962. | 1968. | 1975. | 1982. | 1990. | 1999. | 2011. |
| ----- | ----- | ----- | ----- | ----- | ----- | ----- |
| 30    | 33    | 31    | 29    | 27    | 36    | 45    |

График промене броја становника у току последњих година